# Isaac Sosa
Isaac Carmelo Sosa Carrión (ur. 16 lutego 1990 w Guaynabo) – portorykański koszykarz grający na pozycji silnego skrzydłowego, posiadający także amerykańskie obywatelstwo, reprezentant Portoryko.
W 2008 brał udział w turnieju Nike Global Challenge.
15 lipca 2019 został zawodnikiem Legii Warszawa. 25 października opuścił klub.

## Osiągnięcia
Stan na 26 października 2019, na podstawie, o ile nie zaznaczono inaczej.
NCAA
- Zaliczony do I składu C-USA All-Academic (2010, 2011)
- Lider konferencji Metro Atlantic Athletic (MAAC) w skuteczności rzutów za 3 punkty (40,9% – 2013)[6]

Klubowe
- Mistrz Argentyny (2014)
- Uczestnik rozgrywek Liga Ameryki Południowej (2013–2014)

Reprezentacja
- Mistrz Centrobasketu U–17 (2007)
- Wicemistrz:
  - igrzysk panamerykańskich (2019)[7]
  - Kontynentalnego Pucharu Marchanda (2015)
- Uczestnik mistrzostw:
  - świata U–19 (2009 – 6. miejsce)
  - Ameryki U–18 (2008 – 4. miejsce)